# О'Гара Тауншип (округ Аллегені, Пенсільванія)
О'Гара Тауншип (англ. O'Hara Township) — селище (англ. township) в США, в окрузі Аллегені штату Пенсільванія. Населення — 9284 особи (2020).

## Демографія
Згідно з переписом 2010 року, у селищі мешкало 8407 осіб у 3428 домогосподарствах у складі 2455 родин. Було 3663 помешкання
Расовий склад населення:
| - 93,1 % — білих - 5,0 % — азіатів - 0,6 % — чорних або афроамериканців - 0,1 % — корінних американців |

До двох чи більше рас належало 1,0 %. Частка іспаномовних становила 1,5 % від усіх жителів.
За віковим діапазоном населення розподілялося таким чином: 22,6 % — особи молодші 18 років, 56,9 % — особи у віці 18—64 років, 20,5 % — особи у віці 65 років та старші. Медіана віку мешканця становила 47,9 року. На 100 осіб жіночої статі у селищі припадало 95,1 чоловіків;  на 100 жінок у віці від 18 років та старших — 90,7 чоловіків також старших 18 років.
Середній дохід на одне домашнє господарство  становив 114 889 доларів США (медіана — 89 375), а середній дохід на одну сім'ю — 137 745 доларів (медіана — 107 788). Медіана доходів становила 74 531 долар для чоловіків та 52 813 долари для жінок. За межею бідності перебувало 2,8 % осіб, у тому числі 1,5 % дітей у віці до 18 років та 3,3 % осіб у віці 65 років та старших.
Цивільне працевлаштоване населення становило 4093 особи. Основні галузі зайнятості: освіта, охорона здоров'я та соціальна допомога — 34,8 %, науковці, спеціалісти, менеджери — 16,1 %, фінанси, страхування та нерухомість — 7,6 %, роздрібна торгівля — 7,5 %.